# ¡Brinca!
¡Brinca! es el noveno álbum y primer álbum con el que Tatiana hace su debut en la música infantil. Oficialmente en México fue lanzado el 10 de octubre de 1995, bajo el sello de la pequeña compañía disquera Fantil de Paramúsica y siendo lanzado unos meses más tarde en Estados Unidos. El álbum se convirtió en todo un éxito que no solo disfrutaron pequeños sino también mayores.

## Información del álbum
Con el nacimiento de su hija Cassandra, Tatiana pensó en crear un álbum en el cual las canciones infantiles tradicionales se combinaran en ritmos nuevos y más bailables. Al principio, nadie se interesó en la idea y ninguna compañía mostró interés en la idea de la cantante, hasta que la compañía Paramúsica, una pequeña disquera encargada de grabar música de Disney en México, aceptó su proposición y en cuestión de meses, con la colaboración de Pepe Luis Soto, el álbum fue grabado en Miami. Al principio, el álbum fue promovido en programas de T.V. y más tarde la misma Tatiana se empezó a presentar en shows en vivo en el Hard Rock Café de la Ciudad de México. Al cabo de unos meses de lanzamiento, el álbum había obtenido un millón de copias vendidas.

## Lista de canciones
Todas las canciones son melodías del dominio público, con excepción de la canción "El Gato Viudo" cuya autoría se le atribuye a Chava Flores y también la canción "Prohibido No Tocar" (meses después esta canción sería cambiada por el tema "El Patio De Mi Casa Versión World Mix".
- Edición original

| ¡Brinca! |                                                           |                    |                |          |  |
| N.º      | Título                                                    | Escritor(es)       | Productor(es)  | Duración |  |
| 1.       | «El patio de mi casa»                                     | Dominio Público    | Pepe Luis Soto | 3:27     |  |
| 2.       | «El calentamiento»                                        | Dominio Público    | Pepe Luis Soto | 3:51     |  |
| 3.       | «Lindo pescadito»                                         | Dominio Público    | Pepe Luis Soto | 3:00     |  |
| 4.       | «El conejo»                                               | Dominio Público    | Pepe Luis Soto | 2:50     |  |
| 5.       | «Los diez perritos»                                       | Dominio Público    | Pepe Luis Soto | 3:13     |  |
| 6.       | «A la víbora de la mar»                                   | Dominio Público    | Pepe Luis Soto | 3:26     |  |
| 7.       | «Las mañanitas»                                           | Dominio Público    | Pepe Luis Soto | 3:34     |  |
| 8.       | «Dale, dale, dale»                                        | Dominio Público    | Pepe Luis Soto | 3:17     |  |
| 9.       | «Pim pon»                                                 | Dominio Público    | Pepe Luis Soto | 3:40     |  |
| 10.      | «El gato viudo»                                           | Chava Flores       | Pepe Luis Soto | 3:10     |  |
| 11.      | «¡Brinca! La tablita»                                     | Dominio Público    | Pepe Luis Soto | 3:36     |  |
| 12.      | «Prohibido no tocar» (Tema del "Papalote Museo del Niño") | Carlos Lara Galván | Pepe Luis Soto | 3:56     |  |
| 38:40    |                                                           |                    |                |          |  |

- Reedición

| ¡Brinca! |                                             |                 |                |          |  |
| N.º      | Título                                      | Escritor(es)    | Productor(es)  | Duración |  |
| 1.       | «El patio de mi casa»                       | Dominio Público | Pepe Luis Soto | 3:27     |  |
| 2.       | «El calentamiento»                          | Dominio Público | Pepe Luis Soto | 3:51     |  |
| 3.       | «Lindo pescadito»                           | Dominio Público | Pepe Luis Soto | 3:00     |  |
| 4.       | «El conejo»                                 | Dominio Público | Pepe Luis Soto | 2:50     |  |
| 5.       | «Los diez perritos»                         | Dominio Público | Pepe Luis Soto | 3:13     |  |
| 6.       | «A la víbora de la mar»                     | Dominio Público | Pepe Luis Soto | 3:26     |  |
| 7.       | «Las mañanitas»                             | Dominio Público | Pepe Luis Soto | 3:34     |  |
| 8.       | «Dale, dale, dale»                          | Dominio Público | Pepe Luis Soto | 3:17     |  |
| 9.       | «Pim pon»                                   | Dominio Público | Pepe Luis Soto | 3:40     |  |
| 10.      | «El gato viudo»                             | Chava Flores    | Pepe Luis Soto | 3:10     |  |
| 11.      | «¡Brinca! La tablita»                       | Dominio Público | Pepe Luis Soto | 3:36     |  |
| 12.      | «El Patio de mi casa» (Versión "World-Mix") | Dominio Público | Pepe Luis Soto | 3:36     |  |
| 38:40    |                                             |                 |                |          |  |

- Reedición Digital iTunes

| ¡Brinca!, Vol. 1 |                                             |                 |                |          |  |
| N.º              | Título                                      | Escritor(es)    | Productor(es)  | Duración |  |
| 1.               | «¡Brinca! La tablita»                       | Dominio Público | Pepe Luis Soto | 3:36     |  |
| 2.               | «A la víbora de la mar»                     | Dominio Público | Pepe Luis Soto | 3:26     |  |
| 3.               | «Pim pon»                                   | Dominio Público | Pepe Luis Soto | 3:40     |  |
| 4.               | «Lindo pescadito»                           | Dominio Público | Pepe Luis Soto | 3:00     |  |
| 5.               | «El gato viudo»                             | Chava Flores    | Pepe Luis Soto | 3:10     |  |
| 6.               | «El patio de mi casa»                       | Dominio Público | Pepe Luis Soto | 3:27     |  |
| 7.               | «Los diez perritos»                         | Dominio Público | Pepe Luis Soto | 3:13     |  |
| 8.               | «El conejo»                                 | Dominio Público | Pepe Luis Soto | 2:50     |  |
| 9.               | «Las mañanitas»                             | Dominio Público | Pepe Luis Soto | 3:34     |  |
| 10.              | «El Patio de mi casa» (Versión "World-Mix") | Dominio Público | Pepe Luis Soto | 3:36     |  |
| 11.              | «Dale, dale, dale»                          | Dominio Público | Pepe Luis Soto | 3:17     |  |
| 12.              | «El calentamiento»                          | Dominio Público | Pepe Luis Soto | 3:51     |  |
| 38:40            |                                             |                 |                |          |  |

- Versión de Pistas Para Cantar

| ¡Brinca!: 11 Pistas Para Cantar |                         |                 |                |          |  |
| N.º                             | Título                  | Escritor(es)    | Productor(es)  | Duración |  |
| 1.                              | «El patio de mi casa»   | Dominio Público | Pepe Luis Soto | 3:27     |  |
| 2.                              | «Lindo pescadito»       | Dominio Público | Pepe Luis Soto | 3:00     |  |
| 3.                              | «Los diez perritos»     | Dominio Público | Pepe Luis Soto | 3:13     |  |
| 4.                              | «El gato viudo»         | Chava Flores    | Pepe Luis Soto | 3:10     |  |
| 5.                              | «Dale, dale, dale»      | Dominio Público | Pepe Luis Soto | 3:17     |  |
| 6.                              | «El conejo»             | Dominio Público | Pepe Luis Soto | 2:50     |  |
| 7.                              | «El calentamiento»      | Dominio Público | Pepe Luis Soto | 3:51     |  |
| 8.                              | «Pim pon»               | Dominio Público | Pepe Luis Soto | 3:40     |  |
| 9.                              | «Las mañanitas»         | Dominio Público | Pepe Luis Soto | 3:34     |  |
| 10.                             | «¡Brinca! La tablita»   | Dominio Público | Pepe Luis Soto | 3:36     |  |
| 11.                             | «A la víbora de la mar» | Dominio Público | Pepe Luis Soto | 3:26     |  |
| 38:40                           |                         |                 |                |          |  |

- Datos: Q6172064